# Робер Гуффле
Робер Гуффле (фр. Robert Gufflet, 5 червня 1883 — 2 січня 1933) — французький яхтсмен.
Срібний призер Олімпійських Ігор 1900 року в другому запливі в класі 3—10 тонн, бронзовий призер 1900 року в першому запливі в класі 3—10 тонн. Брат Моріса Гуффле.